# Disney Cruise Line
Pour les articles homonymes, voir DCL.
Disney Cruise Line est une compagnie de croisière, filiale de la Walt Disney Company, née en 1995 quand la Walt Disney Company décida d'arrêter le contrat qu'elle avait avec Premier Cruises pour le segment maritime de ses offres de vacances. Elle fit construire deux bateaux par Fincantieri, constructeur naval en Italie : le Disney Magic et le Disney Wonder et acquit Castaway Cay, une île privée dans les Bahamas, désignée comme un port-étape exclusif pour ces navires. Ces deux bateaux sont les premiers conçus et construits de la poupe à la proue comme un paquebot de croisière familiale, avec le but précis de réconcilier les parents et les enfants. Ils sont de style transatlantique à l'image du Queen Elizabeth 2 ou du France.
Depuis la flotte a été élargie à quatre navires avec deux nouvelles mises en circulation en 2011 puis 2012. En 2016, Disney annonce la construction de deux navires supplémentaires pour les années 2021 et 2023, et un troisième en 2022 lors de la D23 2017 à Anaheim en Californie pour un total de 7 navires. En 2019, une presqu'île Disney est prévue sur l'atoll d'Eleuthera.

## Historique

### 1985-1994: Prémices

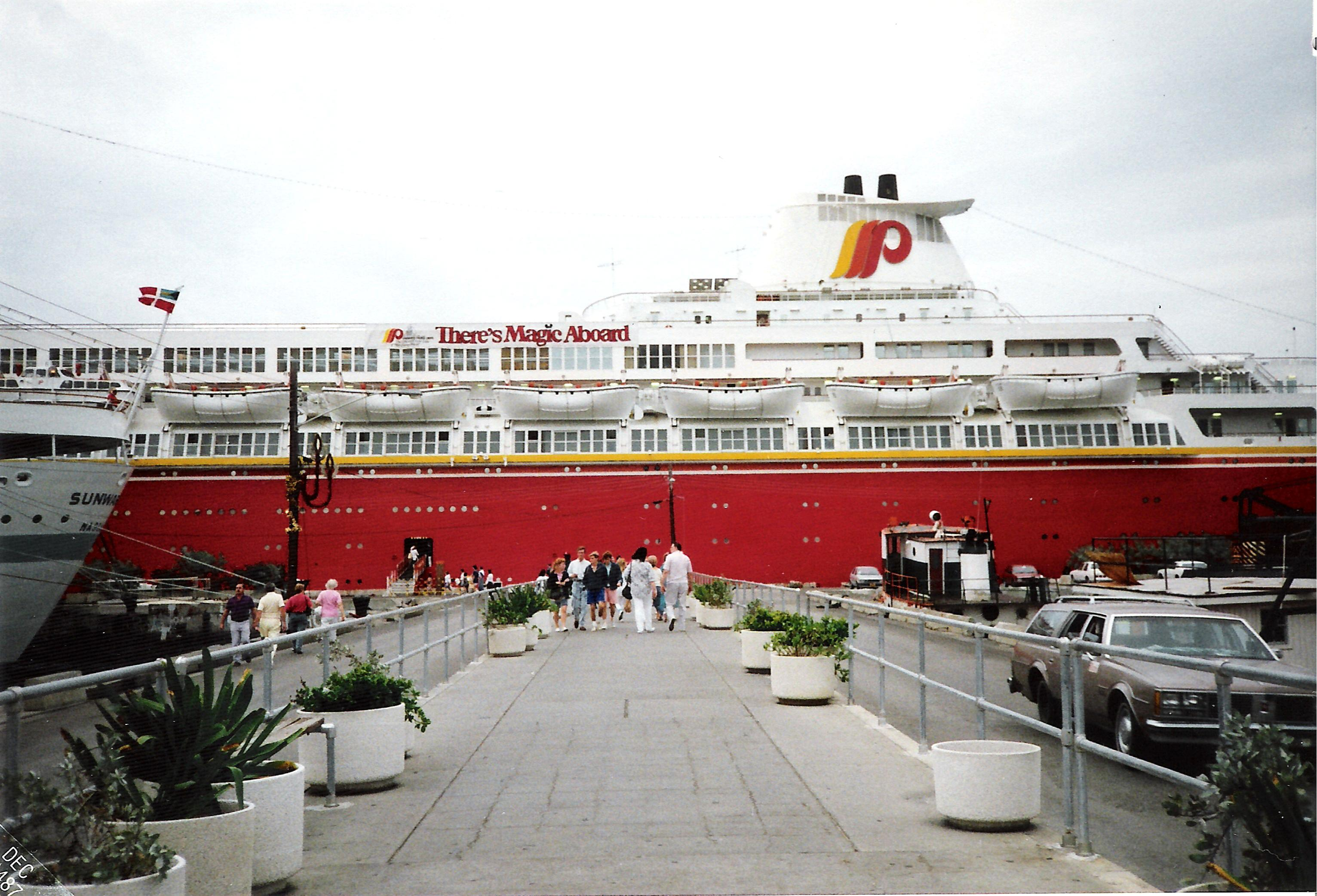
Le Premier Oceanic en 1987 avec la mention There's Magic Aboard, le "I" portant des oreilles de Mickey Mouse

En 1985, Disney s'associe à la jeune société de croisière Premier Cruises (fondée en 1983 et rachetée en 1984 par Greyhound Lines) pour proposer des croisières en compagnie des personnages Disney couplées à des séjours au Walt Disney World Resort. Le contrat décennal débute en 1985 et concerne les trois navires Big Red Boat I, II et III de la flotte.
Le 21 janvier 1988, la Walt Disney Company achète la Wrather Company, après plusieurs années de négociations avec les ayants droit du défunt Jack Wrather (mort en 1984). Cette société possède entre autres le Disneyland Hotel à côté du parc Disneyland en Californie et le Queen Mary à Long Beach. Au début des années 1990, Disney lance un projet de parc à thèmes en Californie nommé DisneySea couplé avec un port de croisière et un port privé, baptisé World Port pour desservir les îles et ports avoisinants (Île Santa Catalina, Newport Harbor et la Marina del Rey). Le projet est stoppé pour des raisons budgétaires liées à la construction d'un polder. Le 30 septembre 1992, Disney revend les propriétés de Long Beach de l'ex-Wrather Company à la municipalité de Long Beach.
En 1993, Premier Cruise annonce qu'il va aussi proposer des croisières avec les personnages de Warner Bros. et d'autres couplées avec Universal Studios Florida. Le 20 février 1994, l'Orlando Sentinel annonce que la Walt Disney Travel Company envisage la création d'une compagnie de croisière et que des concepts de navires sont en cours en Norvège pour Disney Development and Design mais qu'aucune commande n'a été émise. Le journal précise que le contrat avec Premier Cruises s'achève le 31 mars 1994 et qu'aucun des autres croisiéristes comme Carnival et Royal Caribbean n'a signé de contrat en raison du prix trop élevé demandé par Disney. Autre point, la construction d'un navire de croisière prend habituellement au moins deux années. Le 3 mai 1994, Disney annonce la mise en place d'une filiale pour des croisières et l'arrêt du contrat avec Premier Cruises.

### 1995-2008: Deux premiers navires
La société Disney Cruise Line est fondée en 1995 et lance la construction de deux navires. En 1996, Walt Disney Holdings indique dans son rapport annuel la création d'une filiale britannique nommée Magical Cruise Company Limited. En mai 1996, Disney rachète l'île de Corda Cay et la rebaptise Castaway Cay, les travaux sont lancés pour y accueillir les navires.
Le 1er janvier 1998, le premier des deux navires le Disney Magic est lancé. Il est mis en service le 30 juillet 1998 et accoste à Castasway Cay le 2 août.
Le 1er janvier 1999, le second navire le Disney Wonder est lancé et est mis en service le 15 août 1999. Il aura toutefois fait escale à Castaway Cay, quelques jours avant, le 2 août accompagné par le Disney Magic. Avec la perte du contrat avec Disney, Premier Cruise a perdu une grande partie de sa clientèle et est contrainte à la faillite en 2000.

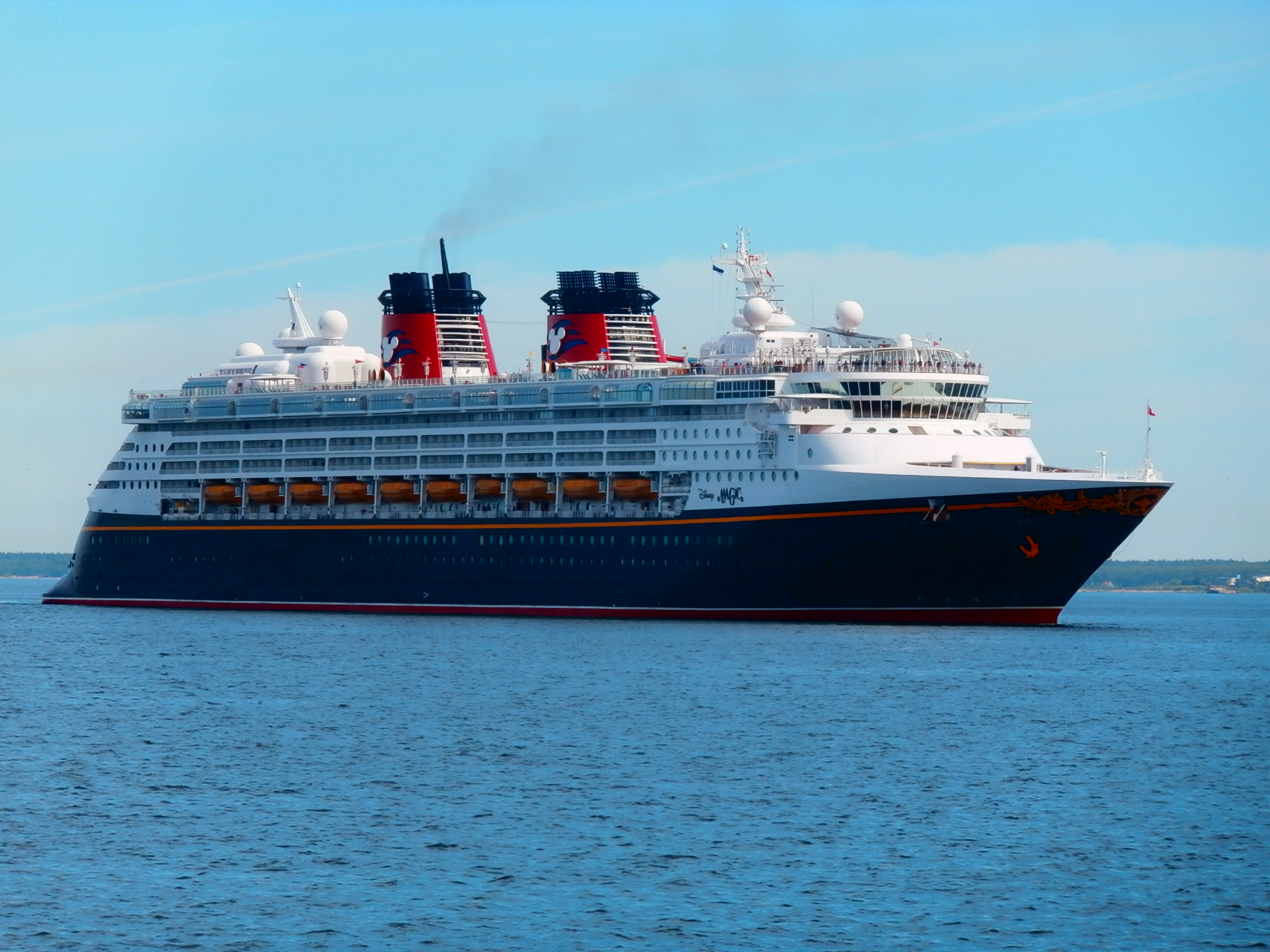
Le Disney Magic dans la baie de Tallinn en juin 2017
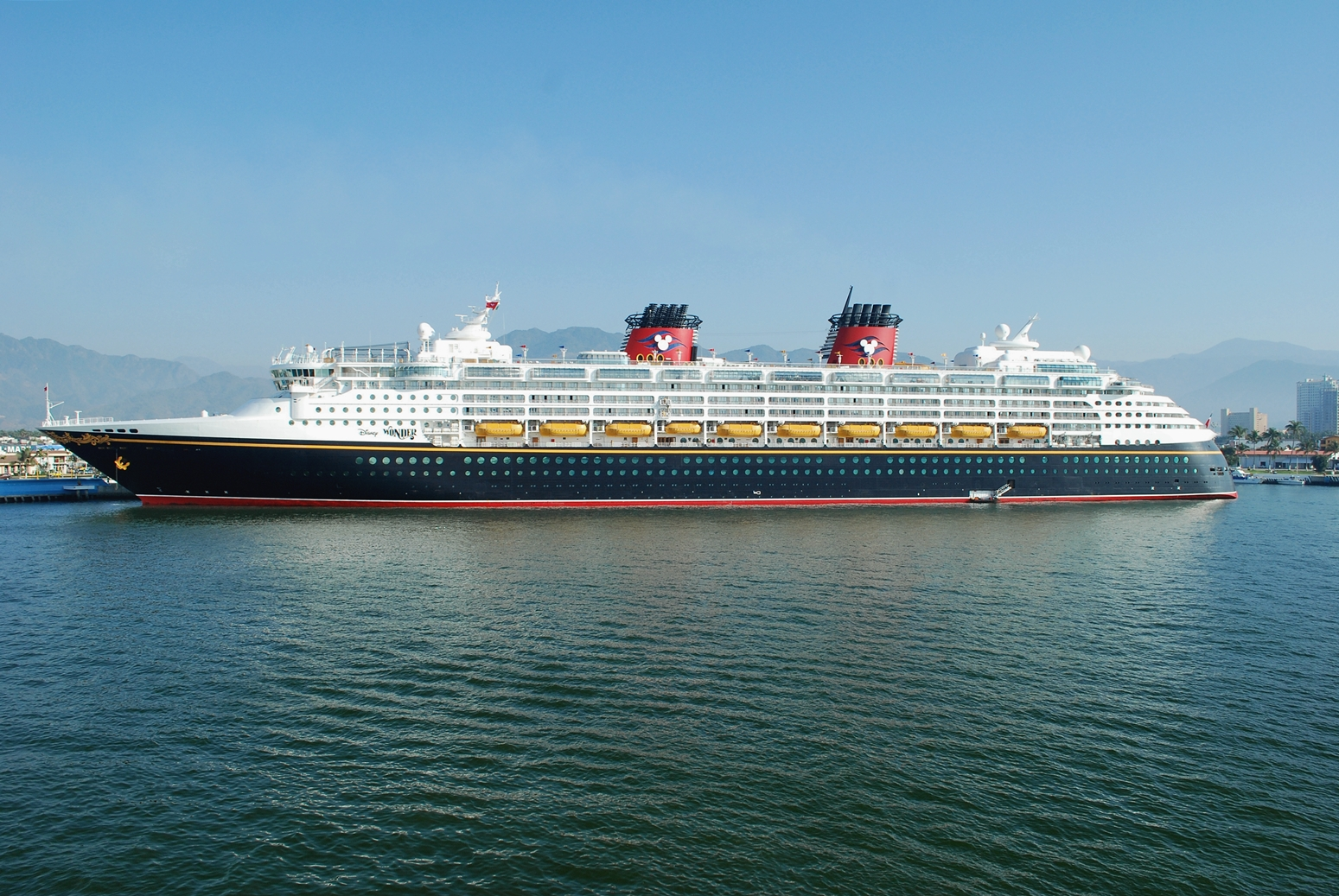
Le Disney Wonder à Puerto Vallarta en 2011.
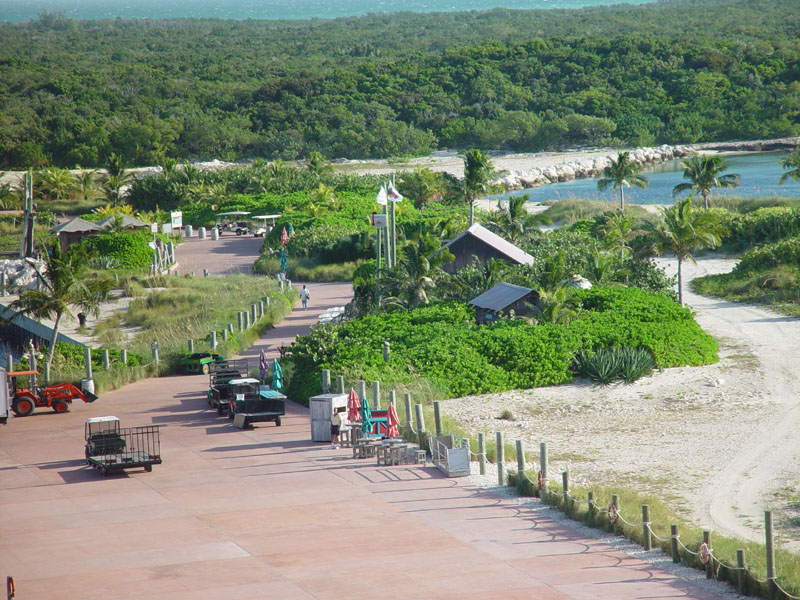
Embarcadère de Castaway Cay.

Le 18 décembre 2003, la filiale britannique The Walt Disney Company Limited achète 100 % de DCL Finance UK, une société de leasing et annonce y investir 17 millions de £ en 2004.
En 2004, Disney annonce que le Disney Magic proposera en 2005 des croisières dans le Pacifique le long des côtes mexicaines. Une croisière à l'aller et une pour le retour par le Canal de Panama furent aussi proposées. La construction de nouveaux bateaux fut longtemps retardée en raison d'un mauvais rapport euro/dollar. Le 2 février 2005, la société Disney confirma qu'elle avait bien un troisième vaisseau en projet mais qu'aucune date n'avait été définie tant que le cours de l'euro serait si haut par rapport au dollar. Le rapport annuel 2006 de la Walt Disney Company annonce ce troisième navire pour 2008. Ce dernier sera armé spécialement pour les croisières dans le Pacifique et pourra proposer des croisières vers Alaska comme les côtes mexicaines. Fin février 2007, Disney prévoit non plus un mais deux navires pour l'horizon 2011-2012. Ces deux nouveaux navires seront plus lourds et plus grands mais surtout plus solides pour pouvoir proposer des croisières en Alaska en plus des côtes mexicaines. Les deux premiers navires seront donc assignés aux Caraïbes et les deux nouveaux au Pacifique.
Le 21 mars 2006, Disney annonce que le Disney Magic proposera en 2007 des croisières en Méditerranée. Le 5 juillet 2006, une réplique grandeur nature du Hollandais volant, issu de la saga Pirates des Caraïbes a été installée dans le lagon de Castaway Cay.
Le 18 janvier 2007, Disney annonce que le Disney Magic re-proposera en 2008 des croisières le long des côtes mexicaines.
Le 22 février 2007, Disney a annoncé officiellement la signature d'une lettre d'intention pour la construction de deux navires supplémentaires,.
En mars 2008, un journal local de Floride annonce la décision de Disney de conserver le terminal de Port Canaveral pour 15 années supplémentaires, à la suite du renouvellement du bail, et qu'une note interne relèverait les noms des nouveaux navires : Disney Dreams et Disney Celebrations. Aucune source officielle ne corrobore ces informations. Le 13 octobre 2008, Disney Cruise Line annonce un itinéraire de croisière en Mer du Nord et Mer Baltique en 2010. Le 20 novembre 2008, Disney Cruise Line annonce la transformation des salles de cinéma de ses deux navires pour être compatible avec le Disney Digital 3-D et diffuse Volt, star malgré lui (2008) en 3D le jour même,. Le 22 novembre 2008, Disney Cruise Line entame un projet de 4,7 millions de $ pour réaménager son terminal de Port Canaveral.

### 2009-2018: Quatre navires
Le 2 mars 2009, la construction du premier des deux nouveaux bateaux a été annoncée à Papenbourg dans les chantiers de Meyer Werft,. Chacun des deux navires devrait avoir les caractéristiques suivantes: 340 mètres de long pour 37 mètres de large, une jauge de 128 000 tonneaux et une capacité de 2 500 passagers pour un coût unitaire de 900 millions de dollars. Les noms des deux navires sont dévoilés durant la réunion des actionnaires du 11 mars 2009, Disney Dream et Disney Fantasy. Le 26 août 2009, la construction du Disney Dream, troisième navire de la Disney Cruise Line, a débuté à Papenbourg avec une cérémonie de pose de la quille. Le 1er septembre 2009, à la suite de l'annonce du début de la construction du Disney Dream, DCL a annoncé que les prestations de l'île seraient augmentées : la plage familiale sera allongée de 700 pieds (213 m) et complétée par des toilettes, une boutique, un nouveau bar Coockie's Bar-B-Q Too et 20 cabanons privés seront ajoutés, ainsi que Pelican Plunge, un ensemble de toboggans flottants. Le 11 septembre 2009, lors du premier D23, Disney annonce que le Disney Wonder effectuera en 2011 des croisières depuis Vancouver jusqu'en Alaska.
Le 30 octobre 2010, le Disney Dream a été effectué sa mise à l'eau dans le dock des chantiers de Meyer Werft à Papenburg,.

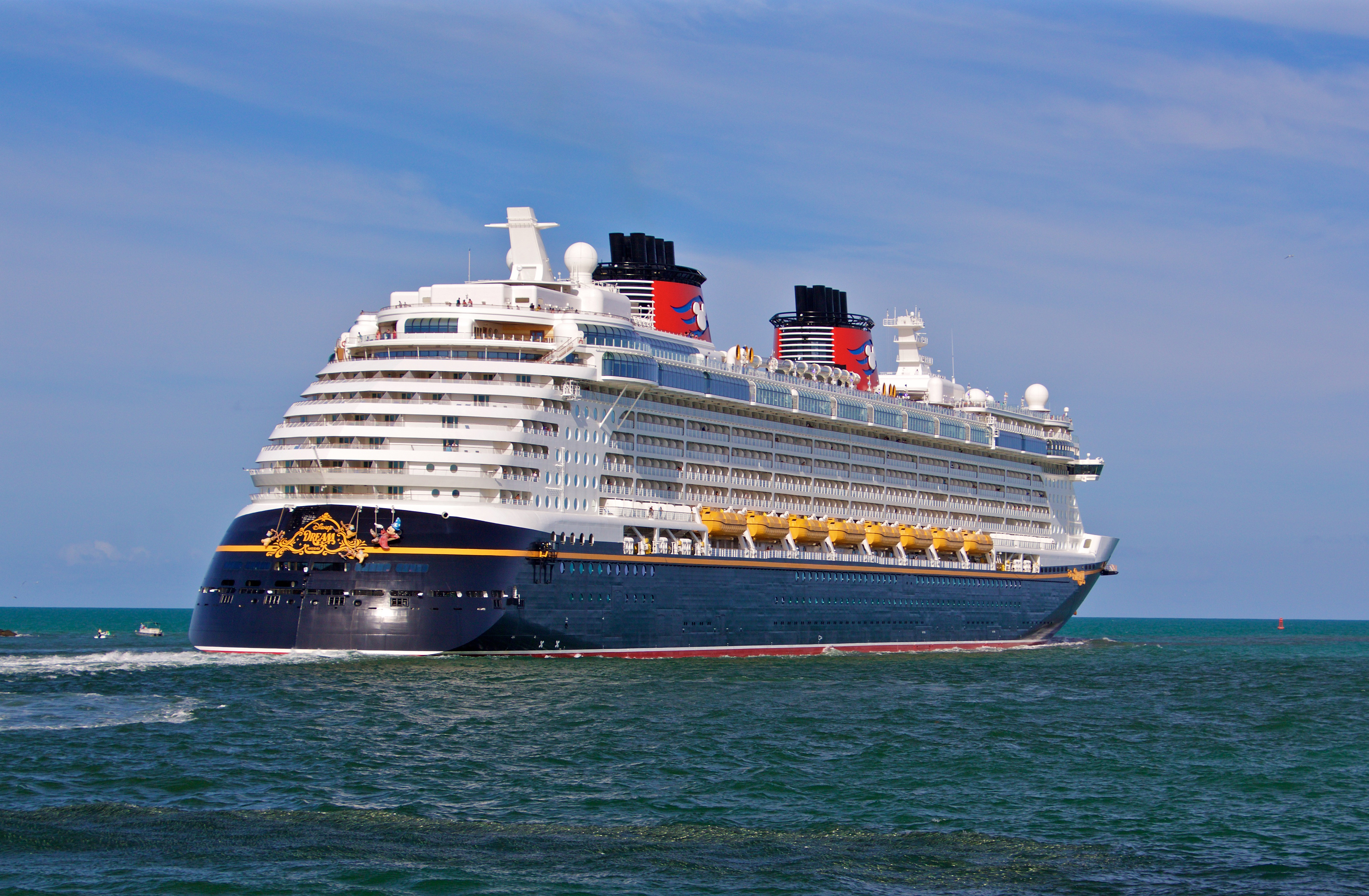
Le Disney Dream en 2016 sortant de Port Canaveral.
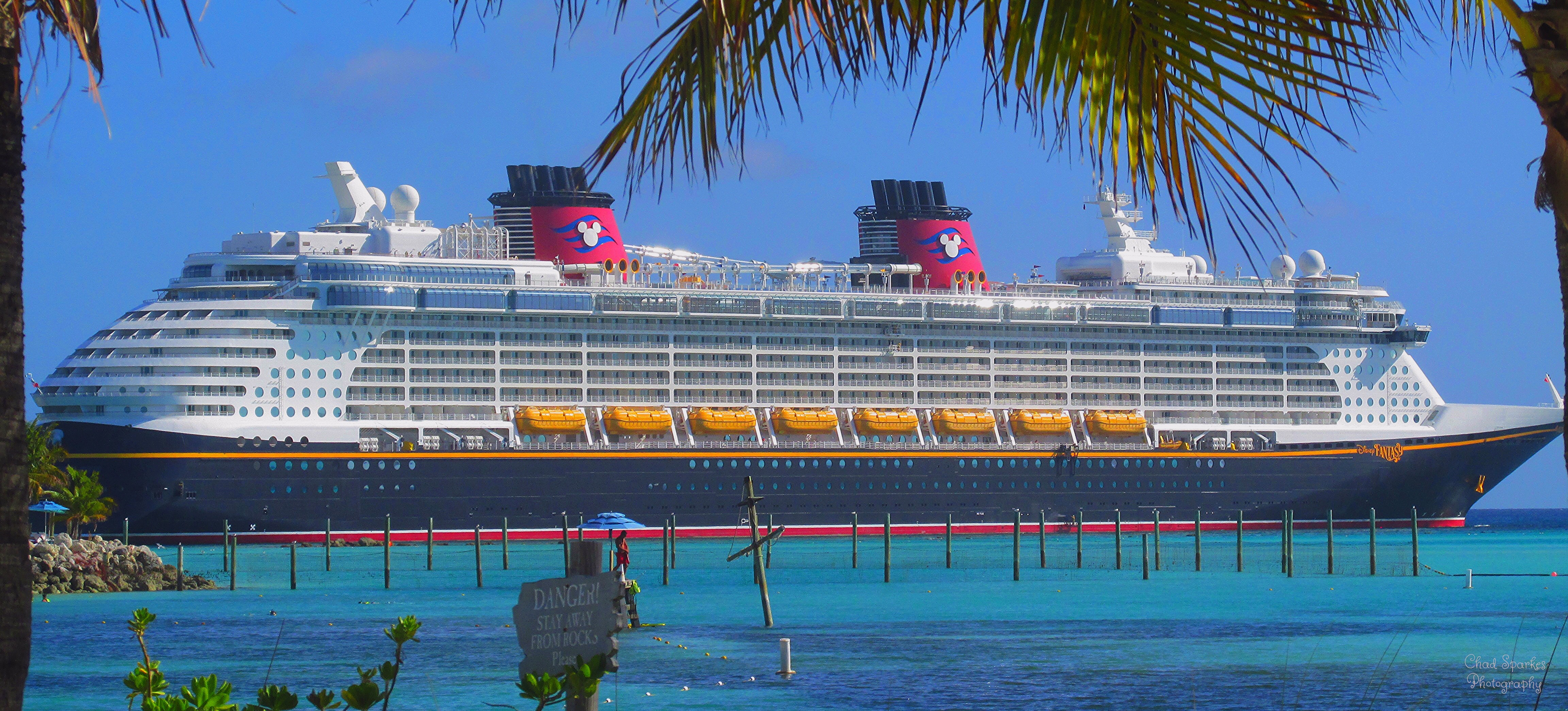
Le Disney Fantasy à Castaway Cay en 2015.

Le 4 janvier 2011, le Disney Dream rejoint son port d'attache à Port Canaveral tandis que le Disney Wonder part pour la côte ouest des États-Unis avec une escale en Colombie. Le 26 janvier 2011, après avoir effectuée sa première escale à Mazatlán, Disney Cruise Line, à l'instar d'autres compagnies de croisière, annonce suspendre les escales du Disney Wonder dans cette ville pour des raisons de sécurité, à la suite de plusieurs vols commis en l'espace de quelques semaines à l'encontre de vacanciers en escale. Le 4 février 2011, Disney annule les escales du Disney Magic prévues pour l'été 2011 en Tunisie et les remplace par Palerme à la suite des événements politiques.
Le 6 avril 2011, avec l'arrivée d'un quatrième navire prévu en 2012, Disney annonce de nouveaux itinéraires pour le Disney Wonder et le Disney Magic, le premier reprend des itinéraires pour l'Alaska au départ de Seattle tandis que le Disney Magic alternera des itinéraires depuis New York vers la Nouvelle-Angleterre avec d'autres sur la côte du Mexique depuis Galveston au Texas. Le 12 avril 2011, Disney annonce un itinéraire supplémentaire pour 2012 à Hawaï. Le 29 juillet 2011, Disney et Chiquita annoncent un partenariat promotionnel dans les parcs de Walt Disney World Resort et les navires de Disney Cruise Line, par sponsorisation d'attractions et vente des produits Chiquita. Le 23 septembre 2011, Disney Cruise Line annonce que pour répondre à la demande elle prévoit deux de croisières pour Hawaï en 2012 au lieu d'une.
Le 2 mars 2012, le Disney Fantasy est baptisé à New York avec Mariah Carey pour marraine. Le 25 mai 2012, le Disney Magic accoste pour la première fois dans le port de New York pour une série de 20 croisières à partir de la ville dont 9 vers la Nouvelle-Angleterre et desservant Halifax et Saint-Jean au Nouveau-Brunswick, le reste à destination des Bahamas. Le 9 décembre 2012, Disney Cruise Line annonce que pour le premier semestre 2014, l'ensemble des 4 navires naviguera depuis la Floride.
Le 12 novembre 2013, Disney annonce ses itinéraires pour 2015, tous partant depuis Port Canaveral et à destination des Caraïbes et des Bahamas à l'exception du Disney Wonder partant de Miami. Le 5 mai 2014, profitant du succès du film La Reine des neiges (2013), Disney Cruise Line et Adventures by Disney annoncent des itinéraires en Norvège pour 2015. Le 19 mai 2014, Disney Cruise Line annonce de nouveaux itinéraires vers Hawaï pour 2015 après ceux effectués en 2012.
Le 24 mars 2015, Disney annonce ses itinéraires pour 2016 avec pour la première fois un circuit en Irlande, en Écosse et au Pays de Galles,. Le 13 avril 2015, Disney annonce un contrat entre sa filiale Adventures by Disney et le croisiériste américain AmaWaterways pour des croisières fluviales en Europe, principalement sur le Danube sur deux nouveaux navires construits spécialement,,. Le 27 octobre 2015, Disney Cruise Line baisse la commission des agences de voyages qui replanifient les voyages à bord des navires,.
Le 3 mars 2016, Disney annonce la construction de deux navires supplémentaires aux chantiers Meyer Werft de 1 250 cabines et une jauge de 135 000 tonneaux pour 2021 et 2023,,. Le 12 avril 2016, Disney annonce la nomination de Catherine Powell à sa présidence d'Euro Disney à partir du 11 juillet 2016 et le retour de Tom Wolber à un poste de vice-président de Disney Cruise Line,. Le 25 mai 2016, Disney annonce ses itinéraires pour l'automne 2017 comprenant des étapes à San Diego, New York et Galveston.
Le 19 juillet 2016, le Miami Herald se fait l'écho d'une pétition contre un projet de Disney de développer une île inhabitée de 12 acres (48 562 m2) du district de Spanish Wells des Bahamas nommée Egg Island. À la suite du décès du locataire, sa famille a rétrocédé l'île au gouvernement et des forages ont été réalisés durant le mois de juin tandis qu'une licence temporaire de forage avait été accordé à la société Disney. Mais aucun autre détail n'a été dévoilé. Le 21 juillet 2016, Disney Cruise Line annule son projet de port sur Egg Island à la suite de pétitions de groupes environnementaux.
Le 14 juillet 2017, lors du D23, Disney annonce la construction non pas de deux mais de trois navires entre 2021 et 2023, un troisième navire s'intercalant entre les deux prévus initialement. Le 21 février 2017, Disney Cruise Line présente ses itinéraires pour l'été 2018 avec à nouveau l'Italie au départ de Barcelone, l'Irlande, la Baltique et la Norvège pour le Disney Magic et l'Alaska pour le Disney Wonder tandis que le Disney Fantasy et le Disney Dream restent dans les Caraïbes,. Ces itinéraires ajoutent pour la première fois un tour des îles britanniques avec une étape à Cork et des étapes à Gênes pour les croisières en Méditerranée.

### 2018: Disney Signature Experiences, seconde île et sept navires
Le 3 mars 2018, Disney Cruise Line prévoit de proposer à l'été 2019 de nouvelles croisières en Europe avec des arrêts dans les villes de Rome et Belfast. Le 8 mars 2018, Disney Cruise Line dévoile des esquisses de ses trois futures bateaux prévus à partir de 2021 qui se différencient principalement par des arrondis pour les cabines au niveau des cheminées et une propulsion au gaz naturel liquéfié,.
Le 20 avril 2018, Disney crée une nouvelle entité nommée Disney Signature Experiences, indépendantes de Walt Disney Parks and Resorts dirigée par Jeff Vahle qui regroupe Disney Cruise Line, Disney Vacation Club, Adventures by Disney et Disney Aulani Resort,. Le 15 mai 2018, selon le journal des Bahamas Tribune 242, Disney Cruise Line aurait acheté la péninsule Lighthouse Point de 700 acres (2 832 799 m2) sur l'île d'Eleuthera, comme second port privé pour ses nouveaux navires, l'agence immobilière proposant ce bien pour 20 millions d'USD l'ayant retiré de ses offres.

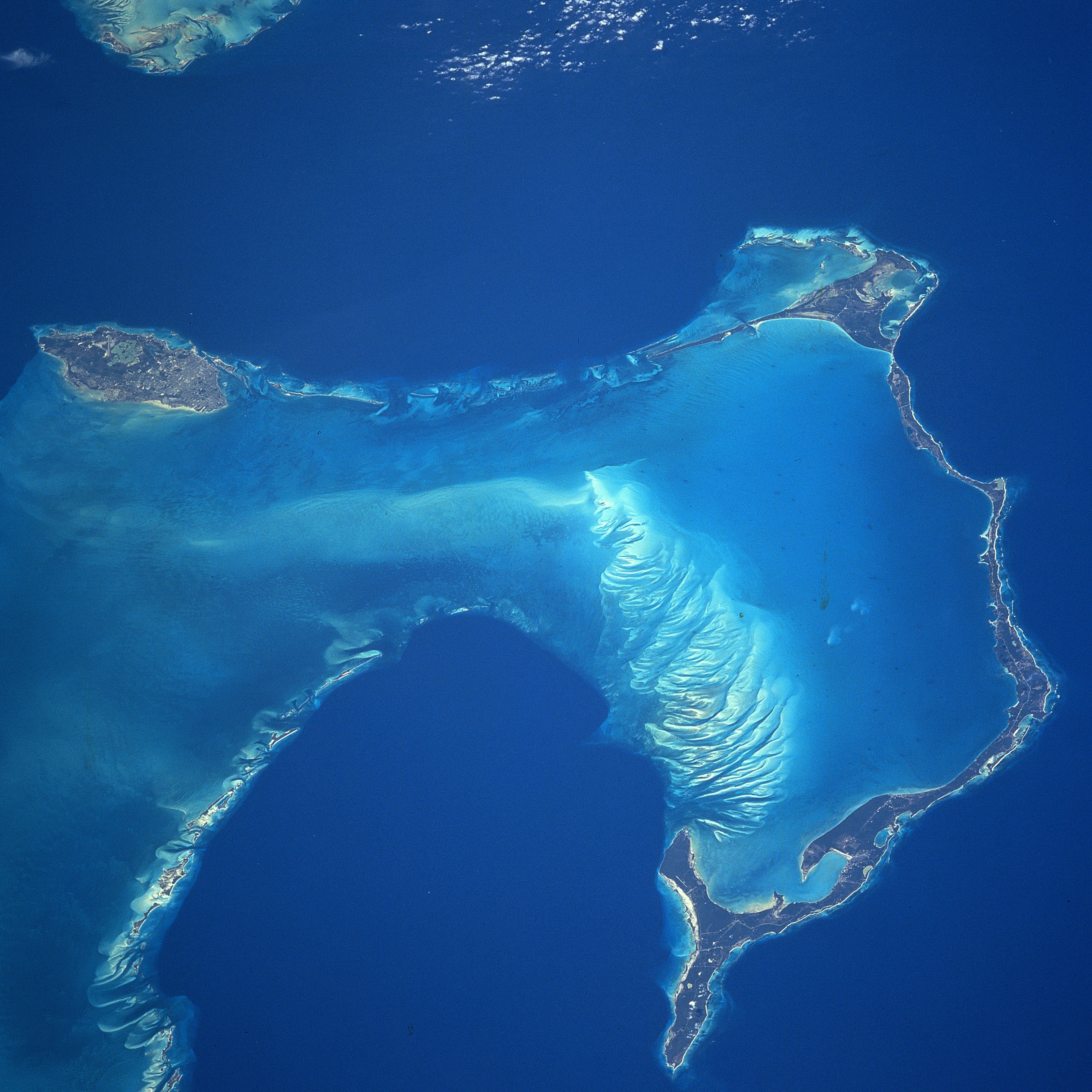
Vue satellite d'Eleuthera avec la péninsule Lighthouse Point, la pointe en bas de l'image.
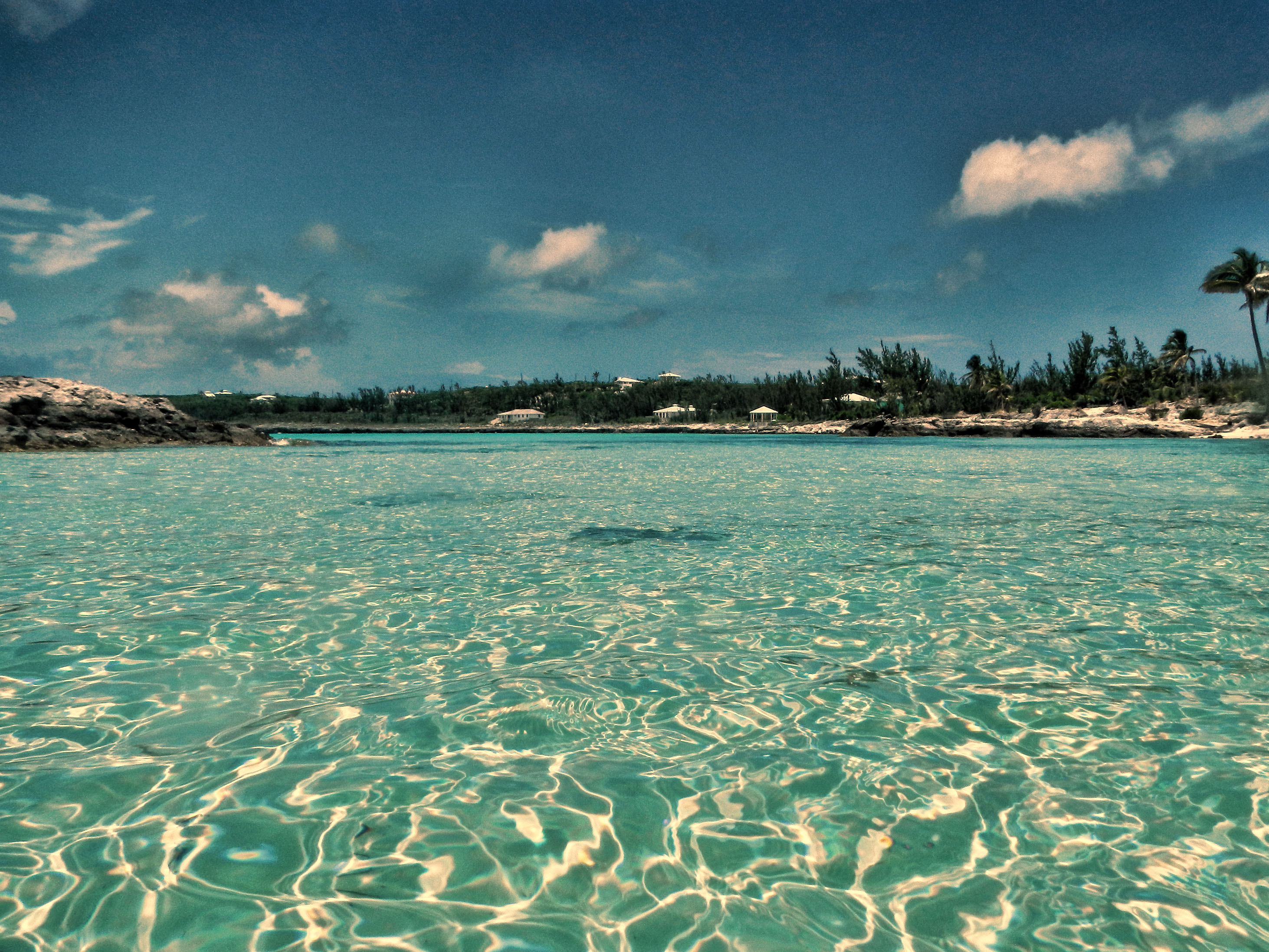
Rainbow Beach située au centre d'Eleuthera

Le 28 mai 2018, Disney Cruise Line a officiellement exprimé son intérêt pour l'acquisition d'une seconde île privée dans les Bahamas et pourrait être selon l’Orlando Sentinel la péninsule Lighthouse Point au sud d'Eleuthera (24° 37′ 00″ N, 76° 08′ 50″ O). Le 27 juin 2018, Port Canaveral valide une étude de faisabilité pour agrandir les terminaux 8 (utilisé par Disney) et 10 en prévision d'un accroissement du trafic de Disney Cruise Line avec ses 3 nouveaux navires prévus à partir de 2021. Le 24 juillet 2018, Disney Cruise Line lance une application Disney Cruise Line Navigator pour des activités à bord. Le 30 août 2018, le CEO de Port Canaveral indique qu'au moins 2 des 3 nouveaux navires de Disney sont basés dans ce port de Floride,. Le 9 septembre 2018, Disney Cruise Line et le port de Miami annoncent un accord pour des croisières depuis Miami à partir de 2023 avec deux navires et un potentiel nouveau terminal,. Le 24 septembre 2018, Jeff Vahle, président de Disney Cruise Line confirme le projet de port et zones privés à Lighthouse Point au sud d'Eleuthera avec des contraintes environnementales fortes comme des aménagements sur 20 % de la propriété, la préservation des 100 acres de plages de sable, la conservation de 170 acres en réserve naturelle gouvernementale mais aussi des contraintes sociales comme 120 à 150 emplois permanents avec salaires plus élevés. Le 19 octobre 2018, le gouvernement des Bahamas valide le projet de Disney d'un port privé à Lighthouse Point sur l'île d'Eleuthera,.
Le 21 janvier 2019, des documents officiels liés aux agrandissements des terminaux de Port Canaveral indiquent que les trois futurs navires font partie de la classe Triton,. Le 23 janvier 2019, la direction de Port Canaveral présente les plans de rénovation du terminal 8 accueillant Disney Cruise Line et du terminal 10 mitoyen pour un budget de 46,5 millions d'USD et qui doivent s'achever au second trimestre 2021 avant l'arrivée du cinquième navire,,. Le 24 janvier 2019, l'accueil du projet d'une nouvelle zone de loisirs de Disney Cruise Line sur l'île d'Eleuthera reçoit un accueil mitigé. Le 8 février 2019, Disney Cruise Line dévoile une esquisse de la future classe Triton, trois navires prévus à parti de 2021. Le 28 février 2019, Disney Cruise Line annonce ses itinéraires pour l'été 2020 marqués par des voyages en Europe dont la Grèce et la Baltique pour le Disney Magic tandis que le Disney Wonder retourne en Alaska,.
Le 11 mars 2019, le gouvernement des Bahamas signe une lettre d'intention avec Disney Island Development pour Lighthouse Point sur l'île d'Eleuthera avec des obligations sur les emplois dont 120 locaux durant la construction et 150 ensuite,. Disney a déjà achetée le terrain et prévoit un investissement entre 250 et 400 millions d'USD mais doit attendre la validation de la commission d'impact environnemental. Une partie de cette zone de 190 acres (768 903 m2) sera rétrocédée au gouvernement, donation estimée à 6,29 millions d'USD. Le 22 mai 2019, Disney annonce que son prochain navire, encore non baptisé, sera basé à Port Canaveral, le terminal 8 devenant aussi exclusif à Disney. Le 27 mai 2019, Disney Cruise Line prolonge son partenariat avec le Port Canaveral de 20 ans jusqu'en 2039 et prévoit de baser deux des trois nouveaux navires dans ce port ce qui nécessite des investissements sur les terminaux 8 et 10. Le 6 juin 2019, Disney Cruise Line dévoile ses croisières pour l'automne 2020 avec les Disney Fantasy et Disney Dream restant dans les Caraïbes au départ du Port Canaveral.
Le 2 septembre 2019, l'ouragan Dorian force la fermeture des parcs de Walt Disney World Resort et la prolongation des croisières de Disney Cruise Line dans les Bahamas,.

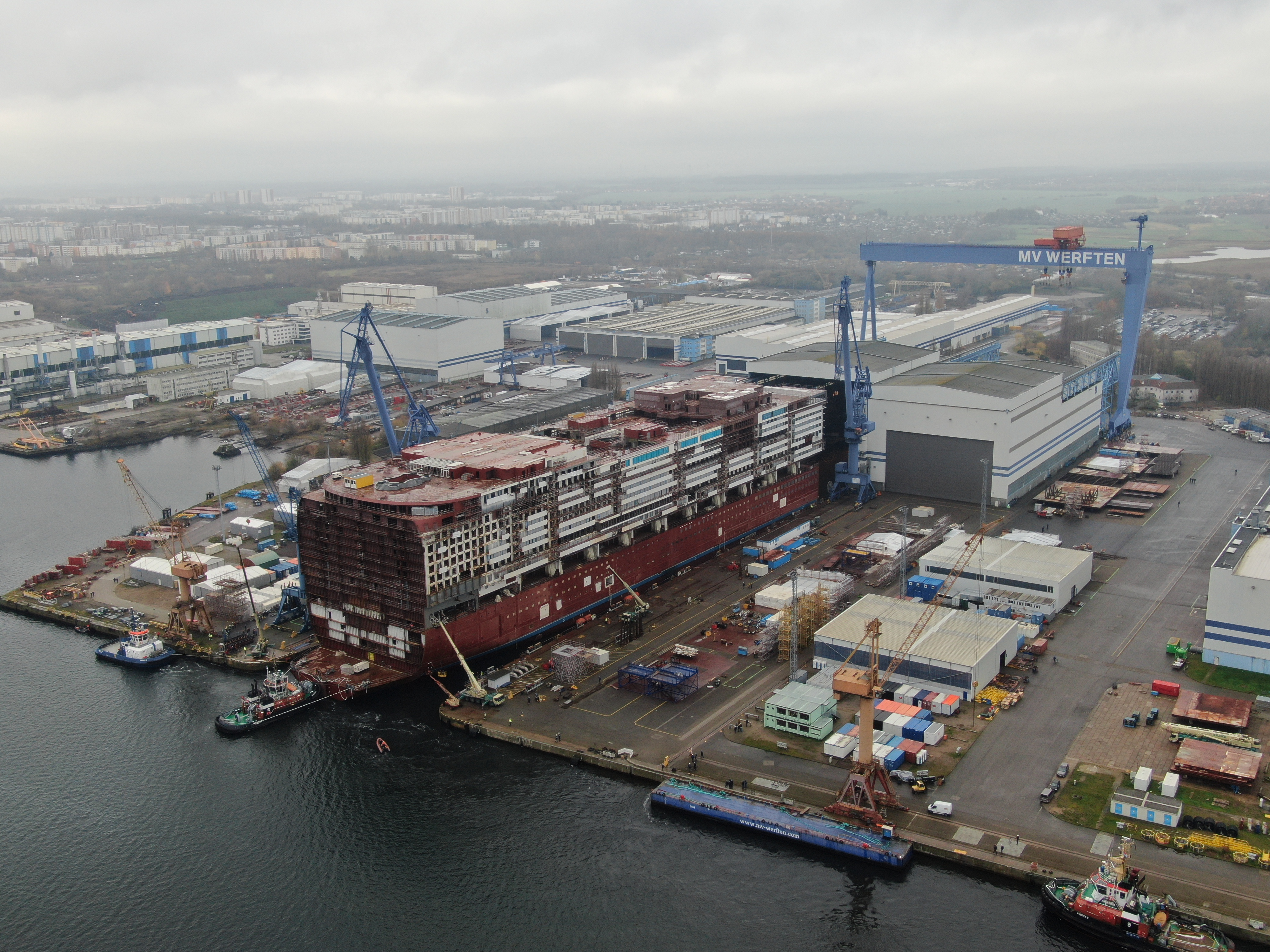
Global Dream en construction en 2019.

Le 16 novembre 2022, Disney achète le Global Dream, un paquebot en cours de construction dont l'armateur Genting Group est en faillite. Le paquebot est achevé à 75 % et est prévu pour 2025. Les essais en mer débuteront fin août 2025.
L'Oriental Land Company a commandé un quatrième navire de classe Wish, sous licence de Disney, pour une date de départ prévue en 2028,,. Une flotte de 13 navires est prévue en 2031.
Le 11 août 2024, quatre nouveaux navires sont annoncés pour rejoindre la flotte de 2027 à 2031. Un jour plus tard, l’ordre a été officiellement confirmé que le chantier naval allemand Meyer Werft construira ces quatre navires supplémentaires pour rejoindre la flotte de 2027 à 2031. Il s’agit de la plus haute valeur de commande dans l’histoire du chantier naval.

## Les navires
À sa création, Disney Cruise Line a lancé la construction de deux sister-ships, des navires techniquement identiques mais à la décoration légèrement différente. Disney destinait ces navires pour des croisières dans les caraïbes afin de coupler l'offre avec son important domaine de loisirs de Floride : Walt Disney World Resort. Les premiers directeurs de la compagnie maritime sont pour la plupart d'anciens responsables de ce complexe. Ces deux navires possèdent un gabarit (Panamax) leur permettant le passage du canal de Panama.

## Les croisières
Certaines croisières peuvent être associées à un séjour au Walt Disney World Resort.

### Offres avec deux navires

#### Les croisières normales
La croisière normale est un itinéraire dans les Caraïbes. Les bateaux partent de Port Canaveral en Floride et font de un arrêt obligatoire à Castaway Cay. La plupart des croisières durent au plus, 4 à 7 nuits.
- La croisière Bahamas de 3 nuits fait d'abord escale à Nassau puis remonte vers le nord avec un arrêt à Castaway Cay.
- La croisière Bahamas de 4 nuits fait d'abord escale à Nassau puis remonte vers le nord avec un arrêt à Castaway Cay suivie d'une journée en mer.

Seul le Disney Magic propose les itinéraires de croisière ci-dessous.
- La croisière Caraïbes Est de 7 jours : après deux jours de mer le bateau fait escale à Saint-Martin, puis le lendemain à Saint Thomas/Saint John. Une journée de mer plus tard, le bateau fait escale à Castaway Cay avant de revenir à son port d'attache.
- La croisière Caraïbes Ouest de 7 jours : le bateau fait escale le premier jour à Key West puis croise une journée de mer pour rejoindre Grand Cayman (Îles Caïmans). Le lendemain c'est l'île de Cozumel suivie d'une autre journée de mer. Le bateau fait escale à Castaway Cay avant de revenir à son port d'attache.

#### Les croisières exceptionnelles
Durant l'été 2005 le Disney Magic offrit plusieurs croisières avec un départ depuis Los Angeles puis un itinéraire jusqu'au Canal de Panama en longeant la côte de la Californie du Sud et en faisant escale dans certains ports mexicains. Cette offre était associée à la cérémonie du 50e anniversaire de Disneyland. À cette occasion, il y eut une croisière aller de 14 jours de Port Canaveral jusqu'à Long Beach avec passage du Canal de Panama, suivie quelques semaines plus tard par la croisière retour.
En 2007, le Disney Magic offre deux croisières de 10-11 jours dans la Méditerranée (au départ de Barcelone). L'itinéraire commence par une journée de mer pour rejoindre Palerme puis remonte le côte italienne avec des escales à Naples, Olbia (Sardaigne), Civitavecchia (au niveau de Rome), La Spezia, suivie sur la côte française de Marseille et Villefranche-sur-Mer. Après une nouvelle journée de mer le bateau rejoindra Barcelone. À cette occasion il y a eu une croisière transatlantique aller de 14 jours de Port Canaveral jusqu'à Barcelone suivie quelques semaines plus tard par la croisière retour.
En 2008, le Disney Magic propose un itinéraire dans le Pacifique à partir de Los Angeles pour les ports de Cabo San Lucas, Mazatlan et Puerto Vallarta. 12 croisières sont prévues entre le 25 mai et le 10 août.
En 2010, le Disney Magic effectue un retour en Europe pendant tout l'été avec de nouvelles croisières en Méditerranée et pour la première fois dans l'Atlantique Nord avec des escales inédites comme Copenhague, Stockholm, Helsinki, Tallinn et Saint-Pétersbourg. Une escale à Cherbourg, était prévue le 31 juillet 2010.

### L'offre avec 4 navires
Avec l'arrivée du Disney Dream en 2011 puis du Disney Fantasy en 2012, l'offre de Disney Cruise Line a évolué. Les deux nouveaux navires, plus gros, se chargent des itinéraires dans les Caraïbes. Les deux autres navires assurent alors des croisières exceptionnelles, sur la côte ouest du Mexique, en Alaska, en Méditerranée occidentale et Mer du Nord-Baltique. Ce schéma a été reproduit plusieurs fois en 2016 et 2018.
En janvier 2011, le Disney Wonder rejoint la côte Mexicaine puis effectuera dix croisières au départ de Vancouver au Canada et à destination de Juneau en Alaska. De son côté, le Disney Magic doit rejoindre dès l'été 2011 l'Europe pour dans un premier temps proposer les croisières en Méditerranée puis alterner la Méditerranée avec les croisières en Mer du Nord et dans la Baltique. En 2012 et 2015, le Disney Wonder a effectué des croisières jusqu'à Hawaï.

## Ports et île privés

### Terminal portuaire de Port Canaveral
Disney utilise Port Canaveral, situé juste à côté du complexe de la NASA de Cap Canaveral, comme port d'attache pour ses bateaux. Ce port est situé à une centaine de kilomètres à l'est d'Orlando et est desservi par une autoroute quasiment en ligne droite depuis l'aéroport d'Orlando.
Disney possède son propre terminal (le numéro 8), situé dans le fond du port et qui a coûté 27 millions de $. Le terminal de Disney Cruise Lines possède à l'entrée une tour de verre cylindrique de 30 m de haut. Sous cette rotonde, deux escalators amènent les visiteurs au second étage où ils peuvent marcher sur la terrasse de 1 300 m2 avec au sol une carte de la côte est de la Floride et des Bahamas.
Le reste du bâtiment est d'une architecture Style « paquebot », mouvement de l'art déco inspiré des ports de l'époque des grands transatlantiques (années 1890 à 1920).
Dans la tradition Disney, le bâtiment comprend une aire de jeux, un café, des fresques évoquant les expériences à bord de la Disney Cruise Line dans un style imitant les albums photos ainsi qu'un modèle réduit du Disney Magic ornant l'entrée.
Le portail d'accès au bateau évoque une cheminée de bateau couchée en forme de Mickey que l'on traverse pour se retrouver dans le lobby du bateau.

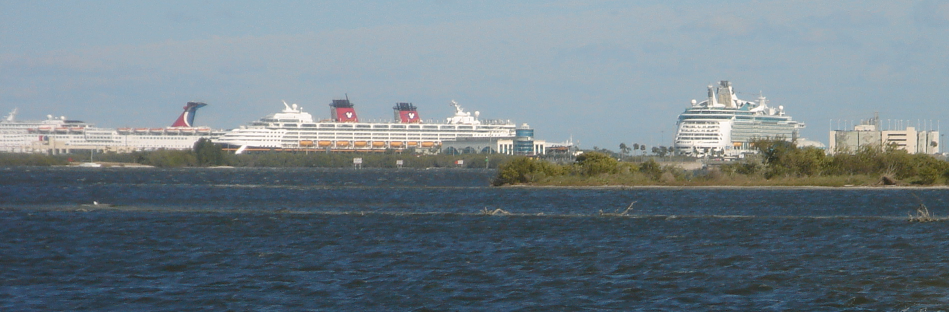
Un des navires amarré dans le Port Canaveral.
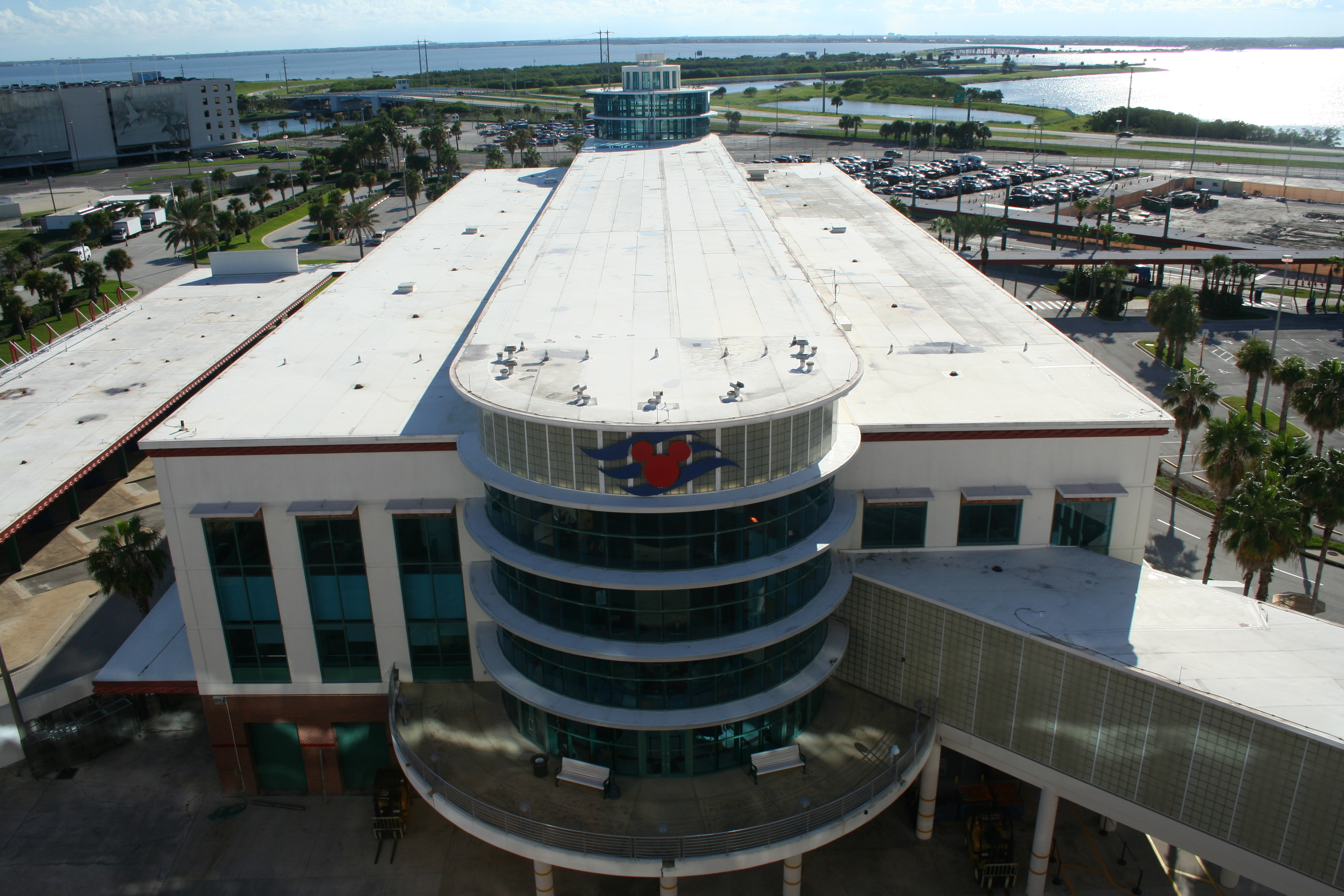
Terminal Disney vu depuis le pont supérieur de l'un des bateaux
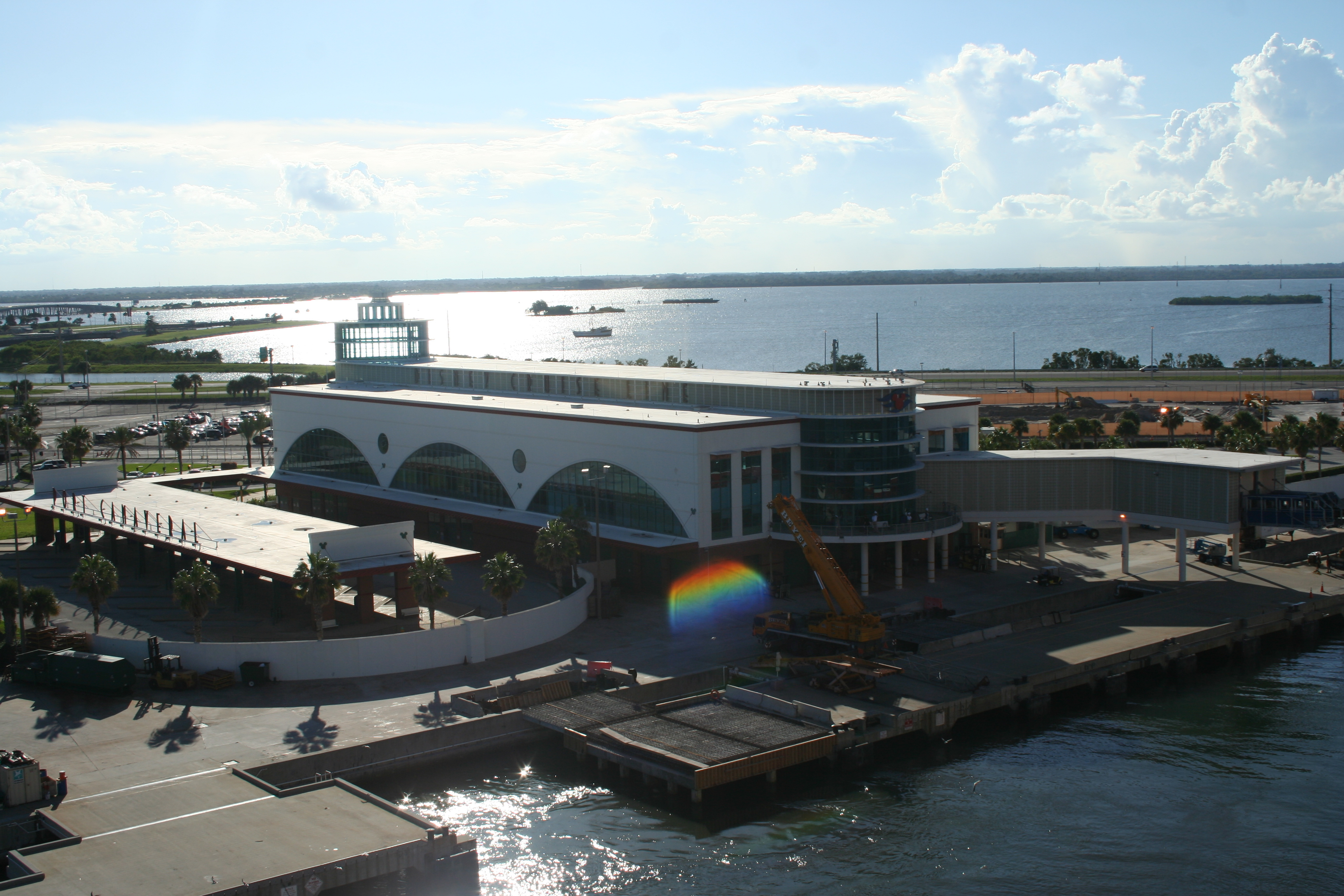
Terminal Disney dans la longueur depuis le pont supérieur de l'un des bateaux

### Castaway Cay, île privée
Disney Cruise Line a loué à long terme une île des Bahamas pour en faire une étape privée.

### Lighthouse Point, péninsule privée d'Eleuthera
Disney a acheté un terrain sur l'île d'Eleuthera.